# ميخائيل هوغن (مؤرخ)
ميخائيل هوغن (بالإنجليزية: Michael Hogan)‏ هو مؤرخ أمريكي، ولد في 1943 في واترلو في الولايات المتحدة.

## وصلات خارجية
- ميخائيل هوغن على موقع إن إن دي بي (الإنجليزية)